# تلبيس إبليس (ابن الجوزي)
تلبيس إبليس هو كتاب ألفه الإمام أبو الفرج عبد الرحمن بن أبي الحسن علي بن محمد ابن الجوزي القرشي التيمي البكري المولود في بغداد سنة 510هـ، والمتوفى فيها سنة 592هـ، وقد قسم ابن الجوزي الكتاب إلى ثلاثة عشر بابا، محذرا فيه من فتنة الشيطان إبليس ومخوفا من ألاعيبه، ويكشف عن مستور أعماله في إضلال العباد عن الصراط المستقيم، ويفضح فيه غروره وغرور من أتبعه من الهالكين من بني آدم.

## أبواب الكتاب
1. الباب الأَوَّل: الأمر بلزوم السنة والجماعة
2. الباب الثاني: فِي ذم البدع والمبتدعين
3. الباب الثالث: فِي التحذير من فتن إبليس ومكايده
4. الباب الرابع: فِي معنى التلبيس والغرور
5. الباب الخامس: فِي ذكر تلبيسه فِي العقائد والديانات
6. الباب السادس: فِي ذكر تلبيس إبليس عَلَى العلماء فِي فنون العلم
7. الباب السابع: فِي تلبيس إبليس عَلَى الولاة والسلاطين
8. الباب الثامن: ذكر تلبيس إبليس عَلَى العباد فِي العبادات
9. الباب التاسع: فِي ذكر تلبيس إبليس عَلَى الزهاد والعباد
10. الباب العاشر: فِي ذكر تلبيسه عَلَى الصوفية من جملة الزهاد
11. الباب الحادي عشر: فِي ذكر تلبيس إبليس عَلَى المتدينين بما يشبه الكرامات
12. الباب الثاني عشر: فِي ذكر تلبيس إبليس عَلَى العوام.
13. الباب الثالث عشر: فِي ذكر تلبيس إبليس عَلَى الكل بتطويل الأمل.

## المخطوطات
من المخطوطات المعتمدة في طبعة دار الوطن في الرياض مخطوطة كتبت سنة 613 هـ بخط أحمد بن سعيد بن أحمد الناسخ وهي محفوظة في الخزانة العامة في الرباط.